# 6 Underground
6 Underground is een Amerikaanse actiefilm uit 2019 onder regie van Michael Bay. De hoofdrollen worden vertolkt door Ryan Reynolds, Mélanie Laurent, Dave Franco, Manuel Garcia-Rulfo, Adria Arjona, Corey Hawkins en Ben Hardy.

## Verhaal
Een miljardair met een verleden besluit om het kwaad te bestrijden, met behulp van vijf andere teamgenoten. Elk zetten ze hun dood in scène waardoor ze de vrijheid hebben om hun ding te doen namelijk criminelen vangen. Er is alleen één regel; hou afstand van elkaar.

## Rolverdeling
| Acteur              | Personage                                 |
| ------------------- | ----------------------------------------- |
| Ryan Reynolds       | Magnet S. Johnson / One (The Billionaire) |
| Mélanie Laurent     | Camille / Two (C.I.A. Spook)              |
| Manuel Garcia-Rulfo | Javier / Three (The Hitman)               |
| Ben Hardy           | Billy / Four (The Skywalker)              |
| Adria Arjona        | Amelia / Five (The Doctor)                |
| Dave Franco         | Guy / Six (The Driver)                    |
| Corey Hawkins       | Blaine / Seven                            |
| Lior Raz            | Rovach Alimov                             |
| Payman Maadi        | Murat Alimov                              |
| Kim Kold            | Daqeeq                                    |
| Lídia Franco        | Maria                                     |
| James Murray        | Caleb                                     |
| Lukhanyo Bele       | Jeyhun                                    |
| George Kareman      | Mike                                      |
| Elena Rusconi       | Arianna                                   |

## Productie

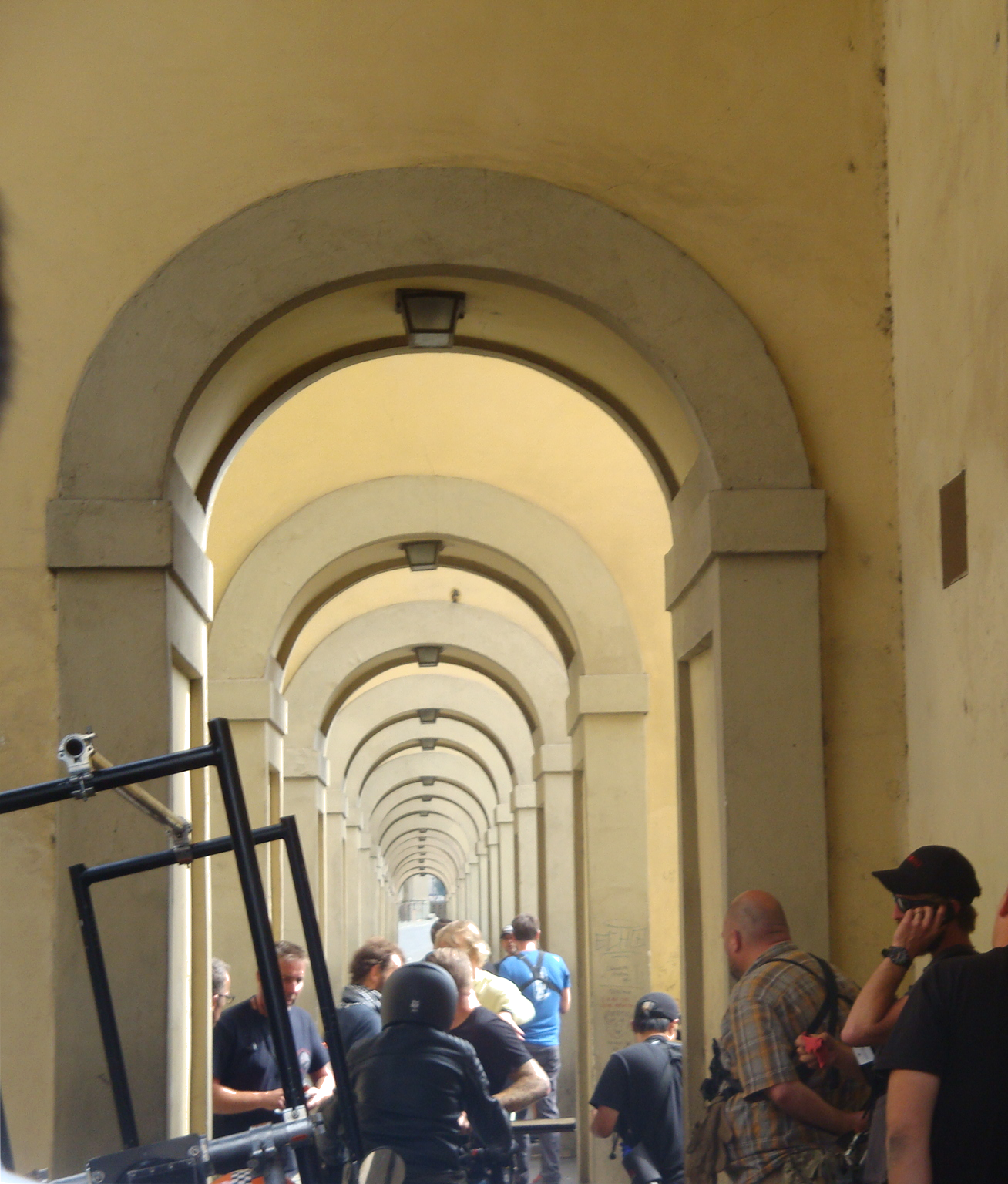
De opnames in Firenze.

In maart 2018 raakte bekend dat Michael Bay het spec script 6 Underground, dat geschreven werd door Paul Wernick en Rhett Reese, zou verfilmen in dienst van het productiebedrijf Skydance Media. Twee maanden later werd het project opgepikt door Netflix, dat de film zag als het begin van een potentiële actiefranchise, en werd Ryan Reynolds gecast als hoofdrolspeler. In juli 2018 werd de cast uitgebreid met Dave Franco, Manuel Garcia-Rulfo, Adria Arjona, Corey Hawkins, Ben Hardy en Lior Raz. Een maand later werden ook Mélanie Laurent en Payman Maadi aan het filmproject toegevoegd.
De opnames gingen op 30 juli 2018 van start en eindigden op 5 december 2018. Er werd gefilmd in onder meer Los Angeles, Italië (Firenze, Rome, Frascati, Siena en Tarento) en de Verenigde Arabische Emiraten (Abu Dhabi en Sharjah).

## Release
De film werd op 13 december 2019 uitgebracht via de streamingdienst van Netflix.

## Trivia
- 6 Underground is de vierde samenwerking tussen acteur Ryan Reynolds en scenarioschrijvers Rhett Reese en Paul Wernick. De drie werkten eerder al samen aan Deadpool (2016), Life (2017) en Deadpool 2 (2018).